# Mikołaj Tarło (chorąży sandomierski)
Mikołaj Tarło herbu Topór (zm. po 24 lutego, a przed 14 czerwca 1571 roku) – sekretarz królewski, dworzanin królewski, podczaszy królowej Barbary w latach 1548–1551, chorąży sandomierski od 1553 roku, starosta dembowiecki od 1551 roku, starosta drohowyski, dzierżawca Drohojowa.

## Życiorys
Jego ojcem był Andrzej Tarło (zm. po 1532), a matką Katarzyna Mnichowska. Jego braćmi byli: Paweł Tarło, Jan Tarło (chorąży lwowski), Andrzej Tarło, a siostrami Dorota Tarło i Katarzyna Tarło. Zwolennik reformacji (zapewne pod wpływem rodziny żony), po jego śmierci wszystkie dzieci przeszły z kalwinizmu na katolicyzm. Był mężem Jadwigi Stadnickiej, dziadkiem carowej Maryny Mniszchównej. Był też ojcem Jadwigi Tarło (ok. 1560–1614) – matki carowej Maryny Mniszchównej, żony Jerzego Mniszcha (zm. 1613) – krajczego koronnego w 1574, kasztelana radomskiego (1583), wojewody sandomierskiego w (1590), żupnika ruskiego, starosty lwowskiego (1593).
Mikołaj Tarło mieszkał w dobrach otrzymanych przez ojca w Laszkach Murowanych, koło Chyrowa. Po 1560 r. dokonał lokacji miasta Laszki na prawie magdeburskim. Wiele miejscowości otrzymał w spadku po 1531 r., czyli po śmierci ojca. Dobra laszeckie (Laszki Murowane) wraz z Chyrowem i Bąkowicami przejęła jego córka Jadwiga Tarło i stanowiły jej wiano.